# おまんが飴

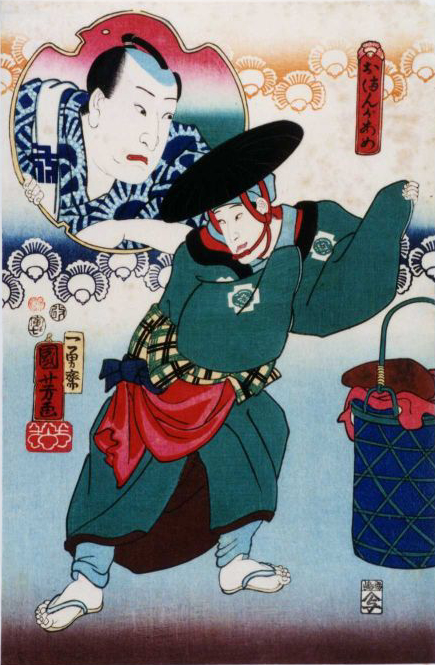
4代目中村歌右衛門扮するおまんが飴。絵は歌川国芳。早稲田大学坪内博士記念演劇博物館収蔵

おまんが飴（おまんがあめ、お万が飴）は、文化年間の末期から天保年間にかけて江戸で活動した飴の行商人であり、その呼び込み芸である。女装した男性が踊りながら飴を売る姿は江戸で評判を呼び、歌舞伎舞踊の所作事の題材になるなど流行した。

## “おまん”の姿
おまんの素性、外見、売り口上などは、朝倉無声が雑誌『此花』二十二枝に寄稿した記事を始め、四壁庵茂鳥『わすれのこり』(成立年不明。後、明治42年に『続燕石十種』に収録)、青葱堂冬圃の『真佐喜のかつら』(成立年不明)、石塚豊芥子の『近世商買尽狂歌合』(1852年)といった主に天保期の風俗を記した随筆集に見られる。以下に示すおまんの姿はそれらを統合した姿である。
文化年間の末期、もしくは天保の初め頃、江戸市中に女装した飴売りの男がいた。紅色の襦袢の上に大きな角木瓜の五所紋がある黒木綿の紋付を羽織り、萌黄色の木綿帯を前に結び、臙脂色の前垂れ、黒塗りの笠、赤い鼻緒の草履を履いている。年齢は30代～40代の肥満した男だが口紅を塗った女姿で、四谷鮫ヶ橋から来たという元屋根職人という。青紙を貼った籠に飴を詰めて商いをしていた。百文以上の買い物には唄や踊りを披露した。
かわいけりやこそ神田からかよふ、にくて神田からかよはりよか。おまむがあめじやに一ツてふ四文じや
角木瓜の五所紋は常磐津の紋。四谷鮫ヶ橋は現在の新宿区若葉3丁目から南元町周辺で、当時は岡場所として有名だった。
『近世商買尽狂歌合』ではこの姿を、「当時はやりものの随一なり。その音声いやみなる身ぶり、また他に類いなし」と評している。“いやみな姿”とはわざとらしく科(しな)をする仕草のこと。『真佐喜のかつら』では「声おかしく」とあり、宮尾輿男は男声で唄ったのではないかとしている。

## おまんの流行と衰退

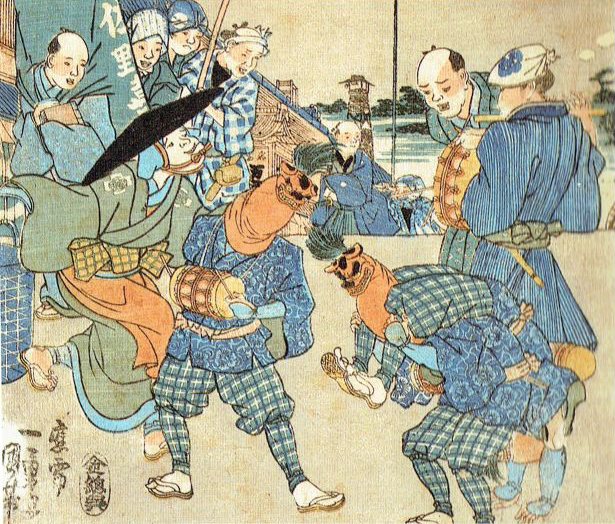
歌川国芳『当世流行見立』の中にいるおまんが飴(左の黒い笠をかぶった女装の男)。1839年頃刊。山口県立萩美術館・浦上記念館所蔵

このおまんが飴売りは評判を呼び、子供から大人へ、やがては芸者の間にも伝播し、お座敷の芸として真似る者までいた。やがて天保10年(1839年)に浄瑠璃外題『花翫暦色所八景』で4代目中村歌右衛門がおまんの姿を演じ、その姿を歌川国芳や歌川国貞によって描かれ、大流行となった。この後“おまん”の元には歌右衛門から仕着せが贈られ、その商売は益々繁盛した。国芳が天保10年頃に出した『当世流行見立』の中では、獅子舞や住吉踊り、太神楽といったおめでたい大道芸人たちの中におまんが飴売りの姿もある。
だが、天保13年(1842年)に天保の改革による綱紀粛正によって異体の商売が禁じられると、『芥談語』なる書によれば、「今は笠前掛もなく、裾端折り(すそしょっぱり)て来る、余程老いたり云々」とあり、朝倉無声は変哲もない物売りとして余生を過ごしたとしている。